# Szövetségi kormány (Ausztria)
A szövetségi kormány (Bundesregierung) Ausztriában a szövetségi elnök (Bundespräsident) mellett a legmagasabb rangú hatalom, intézmény a szövetség államigazgatásában. 

## Tagjai
a szövetségi kancellár (Bundeskanzler), az alkancellár (Vizekanzler) és a szövetségi miniszterek (Bundesminister).

## A kormányfő hatásköre
Az osztrák kormányfő a Szövetségi Kancellária (Bundeskanzleramt) vezetője, a szövetségi kormány feje, egyenrangú a kormányzat többi tagjával (primus inter pares - első az egyenlők között). Az alkotmány értelmében ugyan javaslatot tehet a szövetségi elnöknél egy miniszter elbocsátására vagy kinevezésére, de - eltérően a német modelltől - sem utasítási (Weisungsrecht), sem irányelveket meghatározó jogköre (Richtlinienkompetenz) nincs.

## Az Osztrák Köztársaság szövetségi kormányai

### A második köztársaság alatt (1945 óta)
| Kormány       | Hivatali idő kezdete | Hivatali idő tartama | Választás napja      | A kormányalakítás időtartama | Koalíció/Párt(ok)          |
| ------------- | -------------------- | -------------------- | -------------------- | ---------------------------- | -------------------------- |
| Renner*       | 1945. április 27.    | 237 nap (0,65 év)    | –                    | –                            | ÖVP – SPÖ – KPÖ            |
| Figl I        | 1945. december 20.   | 1419 nap (3,89 év)   | 1945. november 25.   | 25 nap                       | ÖVP – SPÖ – KPÖ**          |
| Figl II       | 1949. november 8.    | 1085 nap (2,97 év)   | 1949. október 9.     | 30 nap                       | ÖVP – SPÖ                  |
| Figl III      | 1952. október 28.    | 156 nap (0,43 év)    | –                    | –                            | ÖVP – SPÖ                  |
| Raab I        | 1953. április 2.     | 1184 nap (3,24 év)   | 1953. február 22.    | 39 nap                       | ÖVP – SPÖ                  |
| Raab II       | 1956. június 29.     | 1112 nap (3,05 év)   | 1956. május 13.      | 47 nap                       | ÖVP – SPÖ                  |
| Raab III      | 1959. július 16.     | 476 nap (1,30 év)    | 1959. május 10.      | 67 nap                       | ÖVP – SPÖ                  |
| Raab IV       | 1960. november 3.    | 159 nap (0,44 év)    | –                    | –                            | ÖVP – SPÖ                  |
| Gorbach I     | 1961. április 11.    | 715 nap (1,96 év)    | –                    | –                            | ÖVP – SPÖ                  |
| Gorbach II    | 1963. március 27.    | 372 nap (1,02 év)    | 1962. november 18.   | 129 nap                      | ÖVP – SPÖ                  |
| Klaus I       | 1964. április 2.     | 747 nap (2,05 év)    | –                    | –                            | ÖVP – SPÖ                  |
| Klaus II      | 1966. április 19.    | 1463 nap (4,01 év)   | 1966. március 6.     | 44 nap                       | ÖVP                        |
| Kreisky I     | 1970. április 21.    | 562 nap (1,54 év)    | 1970. március 1.     | 51 nap                       | SPÖ                        |
| Kreisky II    | 1971. november 4.    | 1454 nap (3,98 év)   | 1971. október 10.    | 25 nap                       | SPÖ                        |
| Kreisky III   | 1975. október 28.    | 1316 nap (3,61 év)   | 1975. október 5.     | 23 nap                       | SPÖ                        |
| Kreisky IV    | 1979. június 5.      | 1449 nap (3,97 év)   | 1979. május 6.       | 30 nap                       | SPÖ                        |
| Sinowatz      | 1983. május 24.      | 1119 nap (3,07 év)   | 1983. április 24.    | 30 nap                       | SPÖ – FPÖ                  |
| Vranitzky I   | 1986. június 16.     | 219 nap (0,60 év)    | –                    | –                            | SPÖ – FPÖ                  |
| Vranitzky II  | 1987. január 21.     | 1426 nap (3,91 év)   | 1986. november 23.   | 59 nap                       | SPÖ – ÖVP                  |
| Vranitzky III | 1990. december 17.   | 1443 nap (3,95 év)   | 1990. október 7.     | 71 nap                       | SPÖ – ÖVP                  |
| Vranitzky IV  | 1994. november 29.   | 469 nap (1,28 év)    | 1994. október 9.     | 50 nap                       | SPÖ – ÖVP                  |
| Vranitzky V   | 1996. március 12.    | 322 nap (0,88 év)    | 1995. december 17.   | 85 nap                       | SPÖ – ÖVP                  |
| Klima         | 1997. január 28.     | 1102 nap (3,02 év)   | –                    | –                            | SPÖ – ÖVP                  |
| Schüssel I    | 2000. február 4.     | 1120 nap (3,07 év)   | 1999. október 3.     | 124 nap                      | ÖVP – FPÖ                  |
| Schüssel II   | 2003. február 28.    | 1413 nap (3,87 év)   | 2002. november 24.   | 96 nap                       | ÖVP – FPÖ/BZÖ***           |
| Gusenbauer    | 2007. január 11.     | 691 nap (1,89 év)    | 2006. október 1.     | 102 nap                      | SPÖ – ÖVP                  |
| Faymann I     | 2008. december 2.    | 1840 nap (5,04 év)   | 2008. szeptember 28. | 65 nap                       | SPÖ – ÖVP                  |
| Faymann II    | 2013. december 13.   | 884 nap (2,42 év)    | 2013. szeptember 29. | 78 nap                       | SPÖ – ÖVP                  |
| Kern          | 2016. május 17.      | 580 nap (1,59 év)    | –                    | –                            | SPÖ – ÖVP                  |
| Kurz I        | 2017. december 18.   | 526 nap (1,44 év)    | 2017. október 15.    | 64 nap                       | ÖVP – FPÖ****              |
| Löger*        | 2019. május 28.      | 6 nap (0,02 év)      | –                    | –                            | ÖVP és független szakértők |
| Bierlein      | 2019. június 3.      | 218 nap (0,60 év)    | –                    | –                            | szakértői kormány          |
| Kurz II       | 2020. január 7.      | 643 nap (1,76 év)    | 2019. szeptember 29. | 100 nap                      | ÖVP–Zöldek                 |
| Schallenberg  | 2021. október 11.    | 56 nap (0,19 év)     | –                    | –                            | ÖVP–Zöldek                 |
| Nehammer      | 2021. december 6.    | 1131 nap (3,10 év)   | –                    | –                            | ÖVP–Zöldek                 |
| Schallenberg* | 2025. január 10.     | 52 nap (0,14 év)     | –                    | –                            | ÖVP–Zöldek                 |
| Stocker       | 2025. március 3.     | Hivatalban           | 2024. szeptember 29. | 155 nap                      | ÖVP–SPÖ–NEOS               |

 * Ideiglenes kormány.
 ** 1947. november 20-án a KPÖ kivált a koalícióból.
 *** A Bundeskanzleramt hivatalos adatai szerint 2005. április 17-től az ÖVP-FPÖ-koalíció ÖVP-BZÖ-koalíció.
 **** 2019 május 20-án az FPÖ kivált a koalícióból.

## Fordítás
Ez a szócikk részben vagy egészben  a   Bundesregierung (Österreich) című német Wikipédia-szócikk ezen változatának fordításán alapul.  Az eredeti cikk szerkesztőit annak laptörténete sorolja fel. Ez a jelzés csupán a megfogalmazás eredetét és a szerzői jogokat jelzi, nem szolgál a cikkben szereplő információk forrásmegjelöléseként.